# 忘れられない
『忘れられない』（Mémorable）は、ブリュノ・コレ監督・脚本による2019年のフランスの短編アニメ映画である。アルツハイマー病を患う画家をストップモーションを用いて描き、第92回アカデミー賞短編アニメ賞にノミネートされた。
日本では2020年9月23日にショートショートフィルムフェスティバル&アジアで公開された。

## プロット
この映画ではアルツハイマー病を患う画家のルイとその妻ミシェルの関係が描かれる。当初、ルイはただの物忘れをしていたかのように思えるが、映画が進行するにつれ、彼は認知症であることが明らかとなる。観客はルイの視点で彼の手の中の物が溶けたり形が変わったりする現象を体験する。またルイが出会った他の人物は奇妙な怪物のように見えてしまう。この症状を自覚するルイは日用品にメモを貼り付けることで使用方法を忘れないようにするが、その結果、彼は剥がれたメモの海の中に座ることとなる。ミシェルはルイの症状が彼の抽象画に影響を与えていることに気付く。
映画の終盤にはルイはミシェルを認識できなくなり、彼には絵の具のストロークが散らばった半透明の人物として見える。しかしルイはミシェルの美しさに心を奪われる。2人は一緒に踊り、ミシェルは浮遊する水玉の渦に溶けてゆく。

## 背景
監督のブリュノ・コレはアルツハイマー病であると診断されながらも制作を続けたアメリカ人画家のウィリアム・ウテルモーレンの絵画を鑑賞して映画の着想を得た。映画はストップモーションが中心であるが、コンピュータ3D効果も併用されている。

## 受賞とノミネート
アヌシー国際アニメーション映画祭でプレミア上映され、短編部門のクリスタル賞と観客賞、短編映画ジュニア審査員賞を獲得した。また第92回アカデミー賞短編アニメ賞にノミネートされた。